# ناتالي ديتشي
ناتالي ديتشي (بالفرنسية: Nathalie Dechy)‏ هي لاعبة كرة مضرب فرنسية. هي إحدى بطلات الجراند سلام حيث فازت بكل من بطولة أمريكا المفتوحة للتنس ودورة رولان غاروس الدولية. شاركت في دورة الألعاب الأولمبية الصيفية.

## بطولات حققتها
- دورة رولان غاروس الدولية
- بطولة أمريكا المفتوحة للتنس

## النهائيات

### زوجي السيدات

#### الفوز (2)
| الحصيلة | السنة | البطولة                     | الشريك         | المنافس في النهائي              | النتيجة في النهائي |
| ------- | ----- | --------------------------- | -------------- | ------------------------------- | ------------------ |
| الفوز   | 2006  | بطولة أمريكا المفتوحة للتنس | فيرا زفوناريفا | كاترينا سريبوتنيك دينارا سافينا | 7–6(7–5), 7–5      |
| الفوز   | 2007  | بطولة أمريكا المفتوحة للتنس | دينارا سافينا  | تشان ينغ جان تشيا جونج تشوانج   | 6–4, 6–2           |

### الزوجي المختلط

#### الفوز (1)
| الحصيلة | السنة | البطولة                       | الشريك   | المنافس في النهائي               | النتيجة في النهائي |
| ------- | ----- | ----------------------------- | -------- | -------------------------------- | ------------------ |
| الفوز   | 2007  | دورة رولان غاروس الدولية      | أندي رام | كاترينا سريبوتنيك نيناد زيمونيتش | 7–5, 6–3           |
| الوصافة | 2009  | بطولة أستراليا المفتوحة للتنس | أندي رام | سانيا ميرزا ماهيش بوباثي         | 3–6, 1–6           |

## روابط خارجية
- ناتالي ديتشي على موقع رابطة محترفات التنس (الإنجليزية)
- ناتالي ديتشي على موقع الاتحاد الدولي لكرة المضرب (الإنجليزية)
- ناتالي ديتشي على موقع كأس بيلي جين كينغ (الإنجليزية)
- ناتالي ديتشي على موقع خلاصة التنس.كوم (الإنجليزية)
- ناتالي ديتشي على موقع إي إس بي إن.كوم (الإنجليزية)
- ناتالي ديتشي على موقع اللجنة الأولمبية الدولية (الإنجليزية)
- ناتالي ديتشي على موقع أوليمبيديا (الإنجليزية)